# Trumau
Trumau là một thị trấn ở huyện Baden trong bang Niederösterreich ở nước Áo. Đô thị này có diện tích 18,57 km², dân số năm 2001 là 2736 người.